# Postcrossing
A Postcrossing egy ingyenes nemzetközi képeslapküldő rendszer, ami lehetővé teszi, hogy a világ különböző részein élő tagok képeslapokat kapjanak egymástól. Természetesen nem elektronikus, hanem igazi, papíralapú képeslapokról van szó. Ahhoz, hogy valaki kézhez kapjon egy vagy több képeslapot, legalább egyet küldenie kell egy véletlenszerű címre.

## Hogyan működik?
1. Regisztrálj a http://www.postcrossing.com oldalon.
2. Ezután kérhetsz legfeljebb öt címet és azonosítót (ID).
3. Küldd el a képeslapokat a kézhez kapott címekre, és várj, amíg megérkeznek. (Vigyázat, ne felejtsd el ráírni a képeslap azonosítójelét!) Ezután, ha a képeslap megérkezik, a címzett hamarosan regisztrálja a képeslapot. A címedet ezután egy másik tag kapja  meg, aki hamarosan küld neked egy képeslapot.
4. Várj, míg a mások által küldött képeslapok megérkeznek a címedre.
5. Regisztráld a képeslapot a rajta található azonosító alapján.

## Fórum
Az oldalnak van egy hivatalos fóruma is, ahol a tagok megoszthatják gondolataikat egymással, résztvehetnek játékokban, tagekben (ld. lejjebb), magán-képeslapcserékben.
Ezen kívül van egy Off-Topic szekció is a postcrossinggal nem kapcsolatos dolgok megbeszéléséhez.

## Tagek
A tagelés (ejtsd: tegelés) egy másik módja a képeslapok szerzésének. Sokféle tag létezik, és mindnek van egy bizonyos témája, mint például Birka Tag. A felhasználó tageli az előtte legutóbb író felhasználót, elkéri a címét és küld neki egy a témához kapcsolódó képeslapot. Aztán valaki megint küldeni fog egy üzenetet a témába, és 'tageli' a legutóbb írót, elkéri a címét, és így küld neki egy képeslapot. Nagyon sok ember tagel – néhányuk bizonyos fajta képeslapokat gyűjt – és nagyon sokféle tag létezik.
Egyébiránt nem csak képeslap-tagek vannak, hanem egyéb dolgok is, úgy ahogy: Ország Specialitás, Tea, Csoki, Cappuccino – Forrócsoki – Kávé, Kártya, Felajánlás – Kérés stb.

## Bingó
A bingó egy népszerű játék, amit a fórumon játszanak. A játék célja, hogy minél több különböző helyről kapjunk képeslapokat, annak érdekében, hogy bingónk legyen. Például egy bingó lehet az Új Zéland bingó. 16 régió van felsorolva Új-Zélandból, és ha egyszer egy felhasználónak már mind a 16-ból van képeslapja, akkor elérte a Bingót. Ugyanez előfordulhat nem csak képeslapok kapásánál, de küldésénél is.

## Megjegyzés
A Postcrossing angol nyelvű oldal. Ezért legalább egy pár szót beszélned kell angolul, hogy használd azt – hiszen a világ különböző részein élő tagok között kell, hogy legyen minimum egy közös nyelv.